# メルセデス・ベンツ・C216
メルセデス・ベンツ・C216（Mercedes-Benz C216 ）は、ドイツ・アメリカ合衆国の自動車メーカーダイムラー・クライスラー（現在は独メルセデス・ベンツ・グループ）が生産し、同社がメルセデス・ベンツブランドで展開していた3代目CLクラスである（C216はそのコードネーム）。2006年11月に先代である C215 にかわり登場した。C216は現行のSクラス（メルセデス・ベンツ・W221）のプラットフォームをベースにしている。
先代と比較し全長は75mm、全幅は15mm、全高は20mm増えた。価格は1630万-3020万円。

## 装備
標準装備
- レーダー波を用いて前方や側方の車両などの障害物を検知して自動的にブレーキを作動して衝突危険性の低減に寄与するレーダーセーフティパッケージ（従来オプション設定だったディストロニックは本パッケージ内のディストロニック・プラスとして標準装備化）
- 夜間の前方視界を映像で表示するナイトビューアシスト
- 走行状況や天候に対応するインテリジェントライトシステム
- 多彩な機能や車両の環境設定を行えるCOMMANDシステム
- サスペンションをアクティブに制御する アクティブ・ボディー・コントロール（ABC）
- 電子制御7速A/T 7G-TRONIC
- 新しいダイレクトセレクト

オプション装備
- ダイヤモンドホワイト
- フルレザー仕様（アルカンターラルーフライナー付）（CL 550、CL 550 ブルーエフィシェンシーに設定。CL 600、CL 63 AMG、CL 65 AMGには標準装備）
- AMGスポーツパッケージ（CL 550、CL 550 ブルーエフィシェンシーに設定）
- AMGカーボンエクステリアパッケージ（CL 63 AMG、CL 65 AMGに設定）
- AMGカーボンインテリアトリム（CL 63 AMG、CL 65 AMGに設定）

## 日本市場での歴史
- 2006年11月 「CL 550」「CL 600」が日本で発売開始となる。「CL 550」は左ハンドル・右ハンドル仕様を用意、「CL 600」は左ハンドル仕様のみ[1]。同時に「CL 550」をベースに内外装をカスタマイズした限定車「CL 550 デジーノ AMG エディション」を発売[2]。
- 2007年3月 AMGモデルの「CL 63 AMG」を追加。左ハンドル仕様のみ[3]。
- 2007年7月 AMGモデルの「CL 65 AMG」を追加。左ハンドル仕様のみ[4]。
- 2010年11月 マイナーチェンジ。外観デザインが変更されたほか、「CL 550」「CL 63 AMG」には新開発のエンジンが搭載され「CL 600」「CL 65 AMG」のエンジンに改良が実施された。同時に「CL 550」から「CL 550 ブルーエフィシェンシー」に呼称変更[5]。
- 2011年7月 「CL 550 ブルーエフィシェンシー」にアイドリングストップ機能が搭載された[6]。
- 2012年2月 一部改良。全車に「レーダーセーフティーパッケージ」を標準装備[7]
- 2012年9月 「CL 550 ブルーエフィシェンシー」をベースに、「designoプログラム」によって内外装を特別にカスタマイズしたボディカラー2色（designoモカブラック、designoマグノカシミアホワイト）と最高品質のナッパレザーをふんだんに使用した専用内装色「designoポーセレン（白磁色）」を採用するとともに、「AMGスタイリングパッケージ」、専用デザイン20インチ5スポークアルミホイール、専用サイドエンブレム、designoフロアマットを装備した限定車「CL 550 ブルーエフィシェンシー Grand Edition」を20台限定で発売[8]。

## エンジンとテクニカルデータ
8気筒モデルのCL550とCL63 AMGには7G-TRONICが搭載される。12気筒モデルであるCL600とCL65AMGには高トルク対応の5速ATが搭載される。フェイスリフトによりCL550は320 kW (435 PS) のCL550ブルーエフィシェンシーに置き換えられた。CL63AMGは400 kW (544 PS)に、CL65AMGは463 kW (630 PS) になった。
| モデル             | CL 550                            | CL 550 ブルーエフィシェンシー          | CL 63 AMG                   | CL 63 AMG                              | CL 63 AMG AMGパフォーマンスパッケージ  | CL 600                                  | CL 600                                  | CL 65 AMG                               | CL 65 AMG                               |
| ------------------ | --------------------------------- | -------------------------------------- | --------------------------- | -------------------------------------- | -------------------------------------- | --------------------------------------- | --------------------------------------- | --------------------------------------- | --------------------------------------- |
| 販売期間           | 2006年11月–2010年11月             | 2010年11月-                            | 2007年3月–2010年11月        | 2010年11月-                            | 2010年11月-                            | 2006年11月–2010年11月                   | 2010年11月-                             | 2007年7月–2010年11月                    | 2010年11月-                             |
| ステアリング       | 左/右                             | 左/右                                  | 左                          | 左                                     | 左                                     | 左                                      | 左                                      | 左                                      | 左                                      |
| トランスミッション | 電子制御7速A/T (7G-TRONIC)        | 電子制御7速A/T (7G-TRONIC)             | 電子制御7速A/T (7G-TRONIC)  | 電子制御7速A/T (AMGスピードシフトMCT)  | 電子制御7速A/T (AMGスピードシフトMCT)  | 電子制御5速A/T                          | 電子制御5速A/T                          | 電子制御5速A/T                          | 電子制御5速A/T                          |
| 駆動方式           | 後輪駆動(FR)                      | 後輪駆動(FR)                           | 後輪駆動(FR)                | 後輪駆動(FR)                           | 後輪駆動(FR)                           | 後輪駆動(FR)                            | 後輪駆動(FR)                            | 後輪駆動(FR)                            | 後輪駆動(FR)                            |
| エンジン型式       | 273                               | 278                                    | 156                         | 157                                    | 157                                    | 275                                     | 275                                     | 275M60                                  | 275M60                                  |
| 種類・シリンダー数 | DOHC V型8気筒                     | DOHC V型8気筒 ツインターボチャージャー | DOHC V型8気筒               | DOHC V型8気筒 ツインターボチャージャー | DOHC V型8気筒 ツインターボチャージャー | SOHC V型12気筒 ツインターボチャージャー | SOHC V型12気筒 ツインターボチャージャー | SOHC V型12気筒 ツインターボチャージャー | SOHC V型12気筒 ツインターボチャージャー |
| 排気量             | 5,461 cm³                         | 4,663 cm³                              | 6,208 cm³                   | 5,461 cm³                              | 5,461 cm³                              | 5,513 cm³                               | 5,513 cm³                               | 5,980 cm³                               | 5,980 cm³                               |
| 最高出力           | 285 kW (388 PS) 6,000 rpm         | 320 kW (435 PS) 5,250 rpm              | 386 kW (525 PS) 6,800 rpm   | 400 kW (544 PS) 5,500 rpm              | 420 kW (571 PS) 5,500 rpm              | 380 kW (517 PS) 5,000 rpm               | 380 kW (517 PS) 5,000 rpm               | 450 kW (612 PS) 4,800–5,100 rpm         | 463 kW (629 PS) 4,600-5,000 rpm         |
| 最大トルク         | 530 Nm (54.0 kgm) 2,800–4,800 rpm | 700 Nm (71.4 kgm) 1,800–3,500 rpm      | 630 Nm (64.2 kgm) 5,200 rpm | 800 Nm (81.6 kgm) 2,000–4,500 rpm      | 900 Nm (91.8 kgm) 2,250–3,750 rpm      | 830 Nm (84.6 kgm) 1,900–3,500 rpm       | 830 Nm (84.6 kgm) 1,800–3,500 rpm       | 1000 Nm (102.0 kgm) 2,000–4,000 rpm     | 1000 Nm (102.0 kgm) 2,300–4,300 rpm     |

## フェイスリフト
パリモーターショー2010でCLクラスのフェイスリフトが発表された。
フロントとリアのスポイラーは変更されたほか、ラジエーターグリルやヘッドライト、ボンネットフードも変更された。
Sクラスと同様にドアミラーとテープパイプは傾斜されたものとなった。
リアのコンビランプのデザインもも新しいものとなったほか、ライセンスプレート周りの造形も変更された。
モデルネームはCLクラスからSクラスクーペに変更される計画だったが、後に計画は破棄され、その理由は公開されなかった。

## 日本における現行グレード
- CL550 ブルーエフィシェンシー
- CL600
- CL63 AMG
- CL65 AMG

## ドイツにおけるグレード
- CL550 4マチック ブルーエフィシェンシー